# مارکو شیمیچ (بازیکن فوتبال، زاده ۱۹۸۵)
مارکو شیمیچ (کرواتی: Marko Šimić؛ زادهٔ ۸ سپتامبر ۱۹۸۵) بازیکن فوتبال اهل کرواسی بود.
از باشگاه‌هایی که در آن بازی کرده است می‌توان به باشگاه فوتبال نووی پازار، باشگاه فوتبال صنعت نفت آبادان، و باشگاه فوتبال یاگودینا اشاره کرد.
وی همچنین در تیم‌های ملی فوتبال زیر ۱۷ سال کرواسی، زیر ۲۰ سال کرواسی، و زیر ۲۱ سال کرواسی بازی کرده است.